# 大板镇 (北票市)
大板镇，是中华人民共和国辽宁省朝阳市北票市下辖的一个乡镇级行政单位。

## 行政区划
大板镇下辖以下地区：
金岭寺村、孤家子村、波台沟村、敖宝营村、黄土坎村和下烧锅村。